# وليف (اسم)
وليف هو اسم علم مذكر من أصل عربي، ومعناه هو الأليف المتصل بمحبوبه والألف المباشر البرق المتتابع اللمعان.

## وصلات خارجية
- موسوعة السلطان قابوس لأسماء العرب